# Neri Montefeltro de Borgo San Sepolcro
Neri Montefeltro (1290-1355), anomenat Ranier Montefeltro, va ser fill de Uguccione Montefeltro.
Fou senyor sobirà de Borgo San Sepolcro el 1313, essent enderrocat el maig del 1323. Podestà de Lucca el 1315. Es va casar el 1316 amb Sofia Guidi, filla d'Aginolf Guidi, comte de Romena, Montegranelli i Regginopoli.
El 1319 va succeir al seu pare com a senyor de Faggiuola i de Casteldelci, i va ser també senyor de Corneto, Santo Stefano, Curtolo, Calorio, Sant’Angelo, Senatello, i altres 72 castells els Apenins de Sarsina, Montefeltro i Massa Trabaria segons un diploma imperial d'investidura, que declarava les seves possessions feus imperials (datat a Pisa el 15 de febrer de 1329). Senador de Roma el maig del 1328 (nomenat per Lluís de Baviera), i vicari imperial de Pisa el setembre del 1328.
Senyor sobirà de Mercatello sul Metauro el juny de 1333 en va ser expulsat ràpidament pels ciutadans d'Arezzo.
Va recuperar Borgo San Sepolcro l'abril del 1335, i va ser enderrocat en una revolta popular el 15 d'octubre del 1354, essent nominat vicari imperial de la ciutat l'abril del 1355. El març de 1353 va recuperar Mercatello sul Metauro i en va ser reconegut pel legat pontifici cardenal Albornoz el desembre de 1354. El 1350 va ser senyor sobirà de Sarsina i es va apoderar del comtat de Sarsina el 1351.
Investit amb Fucecchio, Castelfranco, Santa Croce, Santa Maria in Monte i Montecalvoli, en virtut de la pau de Sarzana del 31 de març de 1353, en què li foren confirmats els 72 feus imperials dels Apenins als que es van ajuntar els feus de Libiano, Castel della Pieve (a la Vall del Metauro), Plebe i San Martino.
Va morir a finals del 1355 i va deixar dos fills: Uguccione (que va lluitar contra els Tarlati a la Massa Trabaria i va morir el 1335) i Francesc II Montefeltro de Borgo San Sepolcro.